# Popis grofova Chinyja
Ovo je popis grofova Chinyja, koji su bili plemići Lotaringije; grofovija je danas dio Belgije. Grofovija Chiny je uključivala kantone imena Virton, Etalle, Florenville, Neufchâteau, Montmédy i Carignan. Grofovi Chinyja bili su povezani s grofovima i biskupima Verduna.

## Grofovi Ivoisa
Grofovija Chiny razvila se iz drevne grofovije Ivoisa. Ovo su grofovi Ivoisa:
- Bérenger I. od Ivoisa (Berengar I. od Neustrije?)
- Hildebert od Ivoisa, sin svog prethodnika
- Rudolf I. od Ivoisa
- Rudolf II. od Ivoisa, sin Rudolfa I. (također grof Verduna)
- Stjepan od Ivoisa (uzurpator)

## Grofovi Chinyja
- Oton I. (sin Adalberta I.?)[2]
- Luj I. (sin Otona I.), muž Adelajde te također grof Verduna[3]
- Luj II., sin svog prethodnika, muž Sofije
- Arnoul, sin Luja II.
- Oton II., sin Arnoula
- Albert, sin Otona II.
- Luj III., Albertov sin
- Luj IV., sin Luja III.
- Ivana od Chinyja, kći Luja IV.
- Arnold IV. od Loona[4]
- Ivan I. od Loona
- Luj V. od Chinyja
- Arnold V. od Loona
- Luj IV. od Loona[5]
- Thierry od Heinsberga
- Gotfrid od Heinsberga
- Arnold VI. de Rumigny